# Bożena Janda-Dębek
Bożena Janda-Dębek (ur. 1952) – polska psycholog, specjalizująca się w genezie i kształtowaniu osobowości, komunikacji niewerbalnej, procesach percepcji, psychologii społecznej.

## Życie
Ukończyła IX Liceum Ogólnokształcące we Wrocławiu w 1971. Następnie podjęła studia psychologiczne na Uniwersytecie Wrocławskim. Przez rok po studiach pracowała jako asystent w Szpitalu Psychiatrycznym we Wrocławiu przy ul. Kleczkowskiej. Rok później pracowała jako asystent i starszy asystent w zakładzie Psychologii Klinicznej UWr pod kierunkiem prof. Mariana Kulczyckiego. W 1992 r. uzyskała stopień doktora nauk humanistycznych w zakresie psychologii na podstawie pracy: Psychologia ukierunkowania życiowego. Habilitację uzyskała na Wydziale Nauk Społecznych Uniwersytecie im. Adama Mickiewicza w Poznaniu w 2005 r. na podstawie rozprawy: Daleko czy blisko. Dystans interakcyjny w wybranych sytuacjach społecznych. Jest kierownikiem Zakładu Psychologii Ogólnej Instytutu Psychologii UWr. W latach 2008–2012 pełniła funkcję prodziekana ds. studiów zaocznych Wydziału Nauk Historycznych i Pedagogicznych Uniwersytetu Wrocławskiego.